# Adam Nielsen
Adam Nielsen (født 9. januar 1974 i Herning) er en dansk filmklipper.

## Filmografi
- Et bedre liv (2019)
- Bobbi Jene (2017)
- A Modern Man (2017)
- Vold - i kærlighedens navn (2017)
- The War Show - venner i krig (2016)
- Nøgle hus spejl (2015)
- Krigen (2015)
- Songs for Alexis (2014)
- Våbensmuglingen (2014)
- Nordvest (2013)
- Ai Weiwei The Fake Case (2013)
- Lej en familie A/S (2012)
- 10 timer til Paradis (2012)
- Rekordmanden (2012)
- Kapringen (2012)
- Sort hvid dreng (2012)
- Flugten til Hollywood (2012)
- Det gode liv (2011)
- Med døden til følge (2011)
- A kind of paradise (2011)
- Rupture (2011)
- R (2010)
- Mission kvindehandel (2010)
- Mirror (2009)
- Opfindelsen af Dr. Nakamats (2009)
- Mord (2009)
- Fremkaldt (2008)
- Kandidaten (2008)
- Solange on love (2008)
- De vilde hjerter (2008)
- Natasja (2008)
- Man ooman (2008)
- Maj & Charlie (2008)
- Vesterbro (2007)
- Good copy, bad copy (2007)
- One Day (2007)
- Vores lykkes fjender (2006)
- Fidibus (2006)
- Far til fire - gi'r aldrig op! (2005)
- Ghosts of Cité Soleil (2005)
- Kampen om Staden (2005)
- Inside outside (2005)
- Højdeskræk (2005)
- Brødre (2004)
- Aftenland (2003)
- En rem af huden (2003)
- Møgunger (2003)
- Reconstruction (2003)
- Araki - The Killing of a Japanese Photographer (2002)